# 과천소방서
과천소방서(果川消防署, Gwacheon Fire Station)는 경기도 과천시를 관할하는 경기도 소방재난본부 산하의 소방서이다.
소방서장은 소방정이다

## 연혁
- 1984년 12월 1일: 과천소방서 개서
- 1985년 12월 28일: 현재 청사로 이전

## 조직
| - 소방행정과 · 소방행정팀 · 회계장비팀 - 재난예방과 · 예방대책팀 · 소방민원팀 - 소방안전특별점검단 · 화재안전조사팀 · 소방사법팀 | - 현장대응단 · 대응전략팀 · 구조구급팀 · 지휘조사(1·2·3)팀 | - 119구조대 - 119구급대 - 중앙119안전센터 - 과천119안전센터 |

## 관할센터 및 관할구역
과천소방서는 2개의 119안전센터와 1개의 구조대, 1개의 구급대를 산하에 두고 있다.
| 명칭            | 사진 | 주소      | 관할구역                                               | 지역대 |
| --------------- | ---- | --------- | ------------------------------------------------------ | ------ |
| 중양119안전센터 |      | 통영로 12 | 관문동, 부림동, 중앙동, 문원동, 갈현동, 별양동, 원문동 |        |
| 과천119안전센터 |      | 궁말로 30 | 과천동, 주암동, 막계동                                 |        |
| 119구조대       |      | 통영로 12 | 경기도 과천시 일원                                     |        |
| 119구급대       |      | 통영로 12 | 경기도 과천시 일원                                     |        |

## 같이 보기
- 대한민국 소방청
- 대한민국의 소방
- 소방관 계급